# Phenindione
Phenindione là thuốc chống đông có chức năng như một chất đối kháng vitamin K. 
Phenindion đã được giới thiệu vào đầu những năm 1950. Nó hoạt động tương tự như warfarin, nhưng nó quá mẫn cảm, vì vậy nó hiếm khi được sử dụng và warfarin được ưa thích hơn.